# Юто Нагатомо
Юто Нагатомо (長友 佑都) е японски футболист, който играе за японския Токио.